# Philippe Avron
Philippe Avron (Le Croisic, Loira Atlàntic, 18 de setembre de 1928 - París, 31 de juliol de 2010) va ser un actor i director de cinema francès.

## Biografia
Nascut en una família de mariners, Philippe Avron va passar la seva infància errant entre Le Croisic, Concarneau, Le Havre, Bordeus… i Saint-Malo, on va fer d'escolta.
Després de llicenciar-se en dret i obtenir un certificat en psicologia adolescent, es va convertir en educador en un centre de rehabilitació per a nens conflictius.
En el seu temps lliure, va començar a escriure. El seu període d'escoltisme i el terrible incendi al bosc de les Landes al qual havia assistit durant una sortida, el va inspirar a escriure una novel·la, Patrouille ardente. També va escriure Le Coup d'envoi, per expressar, dirà, els contactes que havia tingut, "en nom de la llibertat vigilada, als barriss més bruts de Bordeus, amb adolescents desorientats, casos socials, bandes ...". i La Fringante, una novel·la inspirada en la seva joventut passat a la vora del mar.
També es va dirigir al teatre, buscant “nous mètodes psicomotors” per a la seva professió d'educador. Després es va posar en contacte amb Jacques Lecoq, un actor procedent del Piccolo teatro de Milà que volia crear la seva pròpia escola d'actors. Philippe Avron es converteix en el seu deixeble; després, sempre va mostrar una gran admiració per ell i després va ensenyar a la seva escola. Ràpidament, es mostra el talent de Philippe Avron i el veiem aparèixer cada cop més sovint a l'escena. Descobreix el teatre a Avinyó assistint a una representació d'Antígona de Sòfocles, dirigida per Jean Vilar, se'n va incorporar i entre el 1960 i el 1964 va interpretar al TNP peces de Carlo Goldoni, de Lope de Vega i de Molière
| « | El meu millor record d'aquesta època és el del Festival d'Avinyó on vam interpretar Les Rustres, de nit, a l'aire lliure ... La festa, l'extraordinària processó veneciana, la posada en escena única de Vilar, la música de Maurice Jarre, que ha orquestrat tantes pel·lícules a Hollywood… | » |

Philippe Avron va continuar la seva carrera teatral dirigit per grans directors (André Barsacq, Peter Brook, Benno Besson, Roger Planchon, etc.). Hi va interpretar alguns papers importants del repertori: Hamlet, Sganarelle, Don Juan, etc.
A partir de 1960, també va treballar amb Claude Evrard amb qui escriuria diversos esbossos humorístics. Aquest duet, que va recórrer els cabarets parisencs, després d'haver començat el 1960 a La Colombe, el cabaret de Michel Valette, tindrà un gran èxit durant els anys 1970-1975, amb passatges a Bobino, a Olympia, etc., i a la pantalla petita (Quentin Durward).
El 1980, va iniciar una carrera "en solitari" amb Pierrot d'Asnières; carrera que li valdrà nombrosos premis, incloent-hi, dues vegades, el Molière al millor espectacle d'un home amb Je suis un saumon, el 1999 i Le Fantôme de Shakespeare, el 2002. Des del 1980 ha interpretat Avron Big Bang, Dom Juan 2000, La Nuit de l'an 2000 (on retroba Claude Evrard i Marianne Sergent), Ma cour d'honneur, Rire fragile, Mon ami Roger i, en 2010, Montaigne, Shakespeare, mon père et moi.
No sols va interpretar a França, sobretot a Avinyó, tant com a part del festival com fora, sinó també a Europa, als Estats Units, al Canadà, a l'Àfrica.
Va ser fet cavaller de la Legió d'Honor el 2000.
Durant el Festival d'Avinyó de 2010, Philippe Avron va haver d'interrompre la representació de l'espectacle Montaigne, Shakespeare, mon père et moi !, programat fins al 29 de juliol, per ser hospitalitzat d'urgència a París, on va morir el 31 de juliol d'un càncer de fetge fulminant. És enterrat a Hardivillers-en-Vexin, a l'Oise.

## Filmografia

### Llargmetratges
- 1958: La Belle Équipe, de Jacques Lecoq dirigit per Ange Casta
- 1960: Cyrano de Bergerac (TV)
- 1961: Loin de Rueil (TV) : Le premier voyageur indien
- 1964: De l'amour de Jean Aurel: Serge
- 1965: Fifi la plume : Fifi
- 1965: Le Théâtre de la jeunesse : Sans-souci ou Le Chef-d'œuvre de Vaucanson d'Albert Husson, dirigit per Jean-Pierre Decourt: François
- 1965: Les Fêtes galantes : Thomas
- 1966: Un idiot à Paris de Serge Korber: Flutiaux
- 1966: La Chasse au météore segons el llibre de Jules Verne, dirigit per Roger Iglesis, paper de Zéphyrin Xirdal.
- 1969: Bye bye, Barbara de Michel Deville: Jerôme Thomas
- 1969: Vtackovia, siroty a blazni : Andrej
- 1971: Quentin Durward de Gilles Grangier: Bertrand
- 1977: Pierrot la chanson (série TV) : Pierrot
- 1981: La Chanson du mal-aimé
- 1981: La Revanche : Alexandre Degueldre
- 1986: Paulette, la pauvre petite milliardaire : Le directeur de l'asile

### Curtmetratges
- 1963: Ève sans trêve de Serge Korber (+ guió)
- 1963: La Rentrée de Serge Korber
- 1964: Altitude 8625 de Serge Korber + (guió)
- 1967: Le violon de Crémone de Jacques Kupissonoff (curtmetratge) : Récitant (només veu)
- 1967: Des terrils et des Turcs de Jean-Michel Barjol (curtmetratge) : Récitant (només veu)
- 1968: Jadis et naguère de Alain Magrou (curtmetratge) : Récitant (només veu)
- 1968: Gillray d'Alain Magrou (curtmetratge) : Récitant (només veu)

## Teatre
- 1956: L'Avare de Molière, direcció de Jean Vilar, TNP
- 1960: Antigone de Sophocle, direcció de Jean Vilar, TNP Festival d'Avinyó
- 1961: L'Alcade de Zalamea de Pedro Calderón de la Barca, direcció de Georges Riquier i Jean Vilar, TNP Festival d'Avinyó
- 1961: Les Rustres de Carlo Goldoni, direcció de Roger Mollien i Jean Vilar, TNP Festival d'Avinyó
- 1961: La Paix d'après Aristòfanes, direcció de Jean Vilar, TNP Théâtre de Chaillot
- 1962: L'Avare de Molière, direcció de Jean Vilar, TNP Théâtre de Chaillot, Festival d'Avinyó
- 1962: La guerre de Troie n'aura pas lieu de Jean Giraudoux, direcció de Jean Vilar, TNP Festival d'Avinyó
- 1962: Les Rustres de Carlo Goldoni, direcció de Roger Mollien i Jean Vilar, TNP Festival d'Avinyó
- 1963: Lumières de bohème de Ramón María del Valle-Inclán, direcció de Georges Wilson, TNP Théâtre de Chaillot
- 1963: L'Avare de Molière, direcció de Jean Vilar, TNP Festival d'Avinyó
- 1963: La guerre de Troie n'aura pas lieu de Jean Giraudoux, direcció de Jean Vilar, TNP Festival d'Avinyó
- 1966: L'Idiot d'après Dostoïevski, adaptation et direcció d'André Barsacq, Théâtre de l'Atelier
- 1967: Le Triomphe de la sensibilité de Goethe, direcció de Jorge Lavelli, Festival d'Avinyó
- 1967: La Promesse d'Alexei Arbuzov, direcció de Michel Fagadau, Théâtre de la Gaîté-Montparnasse
- 1968: The Tempest de William Shakespeare, direcció de Peter Brook, RST, Aldwych Theatre, Londres
- 1970: Pourquoi t'as fait ça ? de Philippe Avron i Claude Evrard, Théâtre Gramont
- 1971: Philippe Avron et Claude Evrard, Festival d'Avinyó
- 1972: Pourquoi t'as fait ça ? de Philippe Avron i Claude Evrard, Théâtre des Célestins
- 1972: Philippe Avron et Claude Evrard, Festival d'Avinyó
- 1972: Tu connais la musique ? de Robert Abirached, direcció de Dominique Houdart, Dijon
- 1973: Tu connais la musique ? de Robert Abirached, direcció de Dominique Houdart, Théâtre de Nice, Comédie de Saint-Étienne, Théâtre national de l'Odéon
- 1973: Philippe Avron et Claude Evrard invitent… Marc Ogeret, Festival d'Avinyó
- 1973: Les Oublieux, Monoquinte… Plus X de Robert Abirached i Serge Ganzl, Festival d'Avinyó
- 1975: Androclès et le Lion de George Bernard Shaw, direcció de Guy Rétoré, Théâtre de l'Est Parisien
- 1975: Avron-Evrard, Festival d'Avinyó
- 1977: La Tragique Histoire d'Hamlet, prince de Danemark de William Shakespeare, direcció de Benno Besson, Festival d'Avinyó, T.E.P.
- 1978: Le Cercle de craie caucasien de Bertolt Brecht, direcció de Benno Besson, Festival d'Avinyó
- 1979: Pierrot d'Asnières de Philippe Avron, Festival d'Avignon
- 1980: Dom Juan de Molière, direcció de Roger Planchon, TNP Villeurbanne, Théâtre national de l'Odéon
- 1980: « Pierrot d'Asnières », one man show. Festival d'Avignon, Théâtre Montparnasse. Tournée en Europe.
- 1981: Pierrot d'Asnières de Philippe Avron, Petit Montparnasse
- 1983-1987: « Avron Big Bang », one man show. Festival d'Avinyó, La Parcheminerie à Rennes, Palais des Glaces.
- 1983: Avron Big Bang, Festival d'Avignon
- 1986: Le Dragon d'Evguéni Schwartz, direcció de Benno Besson, Théâtre de la Ville
- 1987: Dom Juan de Molière. Rôle de Dom Juan, direcció de Benno Besson. Comédie de Genève, Maison des Arts de Créteil.
- 1988: Dom Juan 2000, one man show. Créé à l'Atelier Ã St-Anne à Bruxelles. Tournées en France, en Europe, Afrique de l'Est.
- 1988: Dom Juan 2000 de Philippe Avron, direcció d'Ophélia Avron, Festival d'Avignon
- 1989: Dom Juan 2000 de Philippe Avron, direcció d'Ophélia Avron, Festival de Gordes
- 1993: Avron-Evrard en liberté. Festival d'Avignon.
- 1994: Ma cour d'honneur, Maison Jean Vilar. Festival d'Avignon.
- 1996: Ma Cour d'honneur, Espace Acteur. Paris.
- 1997: Ma Cour d'honneur. Tournées en France, Belgique, Canada (Ottawa).
- 1998: Je suis un saumon, Texte et jeu de Philippe Avron. Tournées en France, Belgique (Bruxelles), Festival d'Avignon.
- 1999, janvier-juin : Je suis un saumon. Texte et jeu de Philippe Avron, Théâtre Rive-Gauche. Molière 1999 du meilleur one man show.
- 2002, janvier-juin : Théâtre Le Ranelagh Le Fantôme de Shakespeare. Molière 2002 du meilleur One Man Show. Automne : tournées en France
- 2008: Mon ami Roger. Texte de Philippe Avron, direcció d'Ophélia Avron. Avril : La Trilogie à Montréal et Québec.
- 2010: Montaigne, Shakespeare, Mon père et moi, Théâtre des Halles Avignon

## Premis
- 1966: Premi al millor còmic del Sindicat de la Crítica: millor actor a  L'idiots , Théâtre de l'Atelier
- Molières 1999: Molière per al millor espectacle d'home o espectacle d'esquetxos per a  Je suis un saumon
- Molières 2002: Molière per al millor espectacle d'home o espectacle d'esquetxos per a  Le Fantôme de William Shakespeare